# Ricardo Bonalume Neto
Ricardo Bonalume Neto (São Paulo, 5 de setembro de 1960 — São Paulo, 24 de março de 2018) foi um jornalista de ciência e de assuntos militares, vencedor de prêmio José Reis de Divulgação Científica, em 1990, por suas contribuições ao jornalismo científico brasileiro.
"Bona", como era conhecido pelos amigos, faleceu aos 57 anos em São Paulo, onde sempre viveu, após complicações decorrentes de uma cirurgia de emergência para a retirada de um coágulo.

## Formação
Formado em jornalismo pela Escola de Comunicações e Artes da Universidade de São Paulo (ECA/USP), Bonalume chegou a estudar direito pela USP, mas largou o curso no quarto ano.

## Atuação
Bonalume era frequente colaborador da Folha de S.Paulo desde 1985. Após viajar ao Zaire, atual Congo, para cobrir a queda do ditador Mobutu em 1997, retornou interessado pela malária, doença que tornou-se tema frequente em seus textos. Em relação aos assuntos militares, Bonalume nutria grande interesse. Ele é autor do livro A Nossa Segunda Guerra: os Brasileiros em Combate, 1942-1945 e colaborou com o livro  Brazilian Experditionary Force in World War II. Em 2017, Bonalume foi condecorado com a Ordem do Mérito Naval, grau de cavaleiro.